# Clara Sereni
Clara Sereni (Roma, 28 de agosto de 1946-Perugia, 25 de julio de 2018) fue una escritora, periodista, novelista y traductora italiana de ascendencia judía. 

## Biografía
Nació y se casó en Roma, donde permaneció hasta 1991, cuando se mudó a Perugia, donde residió hasta su fallecimiento.
Se volvió reconocida por las críticas y el público con su primer libro, Sigma Epsilon (1974), una revisitación autobiográfica de los tiempos políticos frenéticos que han marcado su generación. Su segundo trabajo, Casalinghitudine, escrito trece años después, es una especie de libro de recetas donde cada plato está vinculado a un momento particular de su propio pasado, una memoria imborrable. Su popularidad aumentó con cuentos cortos, tales como Manicomio primavera (1989) y la novela Il gioco dei regni (1993), la cual ganó dos de sus premios literarios.
Las actividades de Sereni también incluían las áreas sociales y políticas. En la capital Umbria de Perugia fue elegida como Teniente de Alcalde, con la Cartera de Políticas Sociales, desde 1995 hasta 1997.  
En 1998, luego de una situación personal difícil (su hijo Matteo ha sido afectado por la psicosis desde nacimiento), Sereni promovió la Fundación Città del Sole NGO (volviéndose su presidenta) - una organización solidaria para los discapacitados y afligidos gravemente de salud mental.
También fue columnista del diario italiano l'Unità and Il Manifesto, y ha traducido y editado obras de Balzac, Stendhal, Madame de la Fayette. Además, ha criticado varios libros, como en 1996, el importante Si può (You can), donde cinco periodistas italianos (Lucia Annunziata, Gad Lerner, Barbara Palombelli, Oreste Pivetta y Gianni Riotta) narran una historia positiva sobre la integración de discapacitados mentales en la sociedad. 
En 2003 ganó el Premio de Literatura Grinzane Cavour.
En 2004 Sereni fue parte del documental Un silenzio particolare (Un silencio particular), dirigido por su esposo Stefano Rulli, sobre su experiencia de vida mutua con su hijo Matteo, quien también participa en la película.